# York Coachworks
York Coachworks war ein US-amerikanischer Hersteller von Automobilen.

## Unternehmensgeschichte
Das Unternehmen wurde am 7. August 1980 in Olney in Illinois gegründet. Als Inhaber werden Darrell York und Ken W. Maines genannt. 1980 begann die Produktion von Automobilen. Der Markenname lautete Valiente. 1981 endete die Produktion.

## Fahrzeuge
Das einzige Modell war ein Fahrzeug im Stil der 1930er Jahre. Ein selbst konstruiertes Fahrgestell bildete die Basis. Darauf wurde eine offene zweisitzige Karosserie aus Kunststoff montiert. Ein V8-Motor von Lincoln mit 7500 cm³ Hubraum trieb die Fahrzeuge an. Auffallend war die lange Motorhaube. Die vorderen Kotflügel waren lang auslaufend und endeten vor den Türen. Der Radstand betrug 348 cm.
Die Chicago Tribune berichtete am 15. Februar 1981 anlässlich der Präsentation auf der Chicago Auto Show über das Fahrzeug.